# Lotononis calycina
Lotononis calycina är en ärtväxtart som först beskrevs av Ernst Meyer, och fick sitt nu gällande namn av George Bentham. Lotononis calycina ingår i släktet Lotononis och familjen ärtväxter. Inga underarter finns listade i Catalogue of Life.